# Serhij Kukšyn
Serhij Kukšyn (in ucraino Сергій Кукшин?; 17 febbraio 1980) è un pentatleta ucraino.

## Palmarès
In carriera ha conseguito i seguenti risultati:
- Europei

Budapest 2006: argento nel pentathlon moderno staffetta a squadre.